# Rhaphuma comosella
Rhaphuma comosella är en skalbaggsart som beskrevs av Holzschuh 2006. Rhaphuma comosella ingår i släktet Rhaphuma och familjen långhorningar. Inga underarter finns listade i Catalogue of Life.